# スティーブンス・ストック・マウンテン・カー
スティーブンス・ストック・マウンテン・カー（英：Stephens Stock Mountain Cur）は、アメリカ合衆国のケンタッキー州原産のツリーイング・ドッグ犬種のひとつである。単にスティーブンス・ストックと呼ばれることもあり、英字スペルで直読みしてステファンス・ストック・マウンテン・カーと呼ぶこともある。愛称はリトル・ブラック。

## 歴史
ヒュー・スティーブンスという人物によって独自に改良が加えられ、作出されたカーである。サイズはやや小さめだが、大型犬であるクーンハウンド犬種の肝の強さを持ち合わせている。完成後もスティーブンス家によって代々守り継がれ、誕生から100年以上経った1970年代にアメリカで独自の犬種として認められた。
主にリスとアライグマを狩るのに使われる。パックで獲物においを追跡し、発見すると吠えながら追いかけ、木の上に追い詰める。追い詰めた後も吠え続け、獲物が逃げられないようにする。主人が到着すると、木に登って獲物を振り落としてもらうか、猟銃で撃ち落してもらい、落ちてきた獲物を犬が仕留めて狩猟は完了する。
近年はペットとして飼われることも増えてきたが、現在も多くは実猟犬として飼育されている。ケンタッキー州以外ではめったに見られない、珍しい犬種である。

## 特徴
小柄な体はカーとファイストの中間であるが、頭部の形はクーンハウンドのものに近い。引き締まった体つきをしていて、脚は細く長い。耳は垂れ耳、尾は飾り毛のない垂れ尾。コートはショートコートで、毛色はブラック・アンド・ホワイト。ベースはブラックで、マズル、ブレーズ、のど、胸部、腹部、足先、尾先にホワイトのマーキングが入ったものである。体高40〜59cmの小〜中型犬に相当する大きさの犬種で、性格は主人に忠実で従順だが、勇敢で大胆不敵、狩猟本能が高い一面もある。生粋の猟犬種であるため、運動量は多めで、獲物のにおいを追跡することが大好きである。